# Арндт, Уолтер
Уолтер Арндт (англ. Walter W. Arndt, собственно Вальтер Вернер Арндт, нем. Walter Werner Arndt; 4 мая 1916, Стамбул — 15 февраля 2011) — американский переводчик немецкого происхождения. Сын немецкого химика Фрица Арндта, брат австралийского экономиста Хайнца Арндта.

## Биография
Родился в Турции, где его отец преподавал в университете. Вырос в Бреслау, где Арндт-старший преподавал в 1918—1933 году, после чего вся семья, в связи с приходом к власти нацистов, переместилась в Великобританию. Окончив Ориел-колледж Оксфордского университета как экономист и политолог, поступил в аспирантуру Варшавского университета, где был застигнут началом Второй мировой войны. Отказавшись от германского гражданства, вступил в польскую армию, был взят в плен, бежал из него, на протяжении года жил в подполье. По факту рождения в Турции сумел получить турецкий паспорт, чтобы выехать в Стамбул; согласно Льву Лосеву, однако, Арндт, занимавшийся изготовлением фальшивых документов для польских подпольщиков, сделал фальшивый паспорт и себе. В Стамбуле получил диплом инженера в Роберт-колледже, сотрудничал с Управлением стратегических служб. Здесь же женился на Мириам Бах, в Стамбуле родились двое их сыновей. По окончании Второй мировой войны некоторое время преподавал в Роберт-колледже, работал в различных организациях помощи беженцам.
В 1949 году вместе с семьёй выехал в США. После недолгого пребывания в Теннесси обосновался в Северной Каролине. Преподавал древнегреческий, латинский, немецкий, французский и русский языки в Гилфорд-колледже в Гринсборо. В 1956 году защитил в Университете Северной Каролины в Чапел-Хилле докторскую диссертацию по сравнительной лингвистике, посвящённую эволюции диалектов немецкого языка. Преподавал там же. Затем в 1966—1986 гг. возглавлял кафедру русского языка и литературы в Дартмутском колледже.

## Творчество
Арндт начал свою переводческую деятельность в 1956 году, приступив к переводу на английский язык романа в стихах А. С. Пушкина «Евгений Онегин» (с сохранением размера и рифмы). Этот перевод вышел в 1963 году и принёс Арндту Боллингеновскую премию за стихотворный перевод. Одновременно с переводом Арндта вышел прозаический перевод Владимира Набокова; последовала печатная дискуссия между переводчиками, которую Барри Шерр называет «одним из самых напряжённых и гласных конфликтов по поводу перевода, когда-либо случавшихся в американской прессе»: Набоков отозвался на перевод Арндта статьёй «О переводе Пушкина: тарабаня по клавикордам» (англ. On Translating Pushkin: Pounding the Clavichord), с подзаголовком «Несчастный перевод „Евгения Онегина“ от немилосердного и безответственного пересказчика изобилует уродливыми штампами и ублюдочными оборотами, выдавая слабое знание английского и убогое владение русским» (англ. An infelicitous translation of Eugene Onegin from a pitiless and irresponsible paraphrast bristles with crippled clichés and mongrel idioms, an inadequate knowledge of English and wobbly Russian); в ответной статье «Погоняя пони» (англ. Goading the Pony) Арндт, помимо ответа на ряд конкретных претензий Набокова, выразил резко отрицательное отношение к попыткам «усадить будущего читателя Пушкина на малорослую лошадку прозы и погнать его на штурм пирамиды подстрочных примечаний» (англ. seating the would-be reader of Pushkin on the kind of prose pony <...> and then goading him <...> up a pyramid of footnotes). После того как Арндт внёс некоторые изменения в свой текст, Набоков всё равно заявил, что работа его оппонента неудовлетворительна, так как «пересмотренная» версия является «столь же чудовищной, как предыдущая». По мнению Льва Лосева, «арндтовский перевод „Евгения Онегина“ до сих пор признаётся непревзойдённым». «Он старается даже, насколько это возможно, передать звукопись пушкинскую, структуру пушкинской строки. Это совершенно виртуозная работа», — полагал филолог-русист Пол Дебрецени.
В дальнейшем в переводе Арндта вышли также «Руслан и Людмила» и «Собрание повествовательных и лирических стихотворений» (англ. Collected Narrative and Lyrical Poetry; 1981) Пушкина, несколько изданий выдержал подготовленный Арндтом том «Трижды Пушкин» (англ. Pushkin Threefold) — избранное, включавшее основные лирические стихотворения и поэму «Медный всадник» в оригинале, подстрочном переводе и стихотворном переводе Арндта. Кроме того, Арндт перевёл с русского книгу избранных стихотворений Анны Ахматовой, отдельные стихи Михаила Лермонтова, Фёдора Тютчева и Осипа Мандельштама. С немецкого Арндт перевёл «Фауста» Гёте, стихи Генриха Гейне, Райнера Марии Рильке и Кристиана Моргенштерна, сборник детских стихов Вильгельма Буша. В конце жизни обратился к переводам с польского, включая прозу Бруно Шульца, Тадеуша Конвицкого и Станислава Бенского; начал работу над переводами стихов Юлиана Тувима.
В 2003 году опубликовал книгу воспоминаний «Пикаро в гитлеровской Европе» (англ. A Picaro in Hitler's Europe).